# Christina Wassen
Christina Wassen (* 12. Januar 1999 in Eschweiler) ist eine deutsche Wasserspringerin. Sie ist deutsche Meisterin und mehrfache Gewinnerin von internationalen Jugendmeisterschaften.

## Werdegang
Wassen übt den Sport Wasserspringen bereits seit dem fünften Lebensjahr aus und trainierte als Kind im SV Neptun Aachen 1910. Nach zwei Jahren im Verein war ihre jüngere Schwester Elena alt genug, um in den Sport einzusteigen. Seitdem trainieren die Schwestern zusammen. Nach der Spaltung des SV Neptun Aachen sprangen die beiden für den Wasserspringerclub StädteRegion Aachen. Als schließlich Anfang 2012 der Bundesstützpunkt Aachen geschlossen wurde, zogen beide nach Berlin, um dort ihren Sport weiter auszuüben.
Wassen konnte  als Juniorin Erfolge und Medaillen einfahren. Dabei trat sie fast ausschließlich gegen deutlich ältere Mitstreiterinnen an, national sowie international. Ihre größten Erfolge sind dabei ihre Titel als Deutsche Meisterin und vierfache Vizemeisterin. Des Weiteren sicherte sie sich bei Juniorenwelt- und europameisterschaften zweimal eine Goldmedaille, viermal eine Silbermedaille und zweimal eine Bronzemedaille. Auch an Seniorenwelt- und europameisterschaften nahm sie teil und erreichte dabei den zehnten und sechsten Platz. Im Juli 2016 wurde sie zur Berliner Nachwuchssportlerin des Monats gewählt.